# إلسينوة كرمية
الإلسينوة الكرمية (الاسم العلمي:Elsinoe ampelina) هي نوع من الفطريات تتبع جنس الإلسينوة من الفصيلة الإلسينوية.